# Кам'янка (Чорнобильський район)
Кам'янка  — колишнє село в  Іванківському районі Київської області, яке зникле після  аварії на Чорнобильській АЕС. Розташоване за 19 км від колишнього райцентру. Знаходиться серед лісів, віддалене від інших поселень.
Виникло на початку XX століття. Одна з перших згадок пов'язана із будівництвом у селі каплиці (1907 рік).
У радянський час село підпорядковувалося Опачицькій сільській раді Чорнобильського району.
Напередодні аварії на ЧАЕС у селі мешкало 75 мешканців, було 35 дворів. Мешканці села після аварії на ЧАЕС були відселені у село Нові Опачичі Макарівського району. Виселене внаслідок сильного радіоактивного забруднення.
Після Чорнобильської катастрофи село увійшло до 30-кілометрової зони відчуження.
Село було офіційно зняте з обліку 1999 року за відсутністю жителів.
Частина села згоріла під час лісових пожеж у 1992 році.
З кінця лютого до 1 квітня 2022 року село було окуповане російськими військами.